# Manouba
Manouba (in arabo منوبة‎?, Manūbah) è una città della Tunisia settentrionale, capitale del governatorato omonimo. È sede di una delle principali università della Tunisia.